# Pictavo-sântone
O pictavo-sântone, (em francês, poitevin-saintongeais; chamado parlanjhe pelos falantes) é uma contínuo dialetal das línguas d'oïl. Refere-se especificamente à junção linguística da língua pictava ou poitevina e a língua sântone ou santongesa que ocorreu na área situada entre as regiões do País do Líger e da Gironda, reunindo falantes pictavos e sântonos, cuja relativa unidade tem sido demonstrada desde o início do século XIX. Tal unidade foi posteriormente confirmada, ao longo dos séculos XIX e XX, com o trabalho de acadêmicos das universidades de Liverpool, Angers, Poitiers, Lião, Nantes,  Universidade Blaise Pascal de Clermont-Ferrand e Universidade de Nancy.